# Tertullus
Tertullus est un homme politique romain du Ve siècle. L'usurpateur Priscus Attale le nomme consul pour l'année 410.    

## Biographie

### Contexte
En 409, les Wisigoths conduits par leur roi Alaric mettent le siège devant Rome. Le Sénat de Rome missionne une ambassade conduite par Priscus Attale pour négocier avec Alaric et avec l'empereur Honorius, qui a établi sa capitale à Ravenne. A la fin de l'année, Alaric contraint le Sénat à déchoir Honorius et à proclamer Priscus Attale empereur. 
Priscus Attale se comporte dès lors comme un véritable empereur romain, s'installant au palais et s'entourant d'une garde impériale. Il multiplie les nominations. Il désigne Lampadius comme préfet du prétoire et Marcianus comme préfet de la Ville, et confère à Alaric le titre de maître de la milice que celui-ci convoite de longue date. 

### Nomination comme consul
Priscus Attale désigne aussi Tertullus, un païen, comme consul pour l'année 410 ; une prérogative qui n'appartient qu'aux empereurs. Sa nomination suscite l'enthousiasme des habitants de Rome. Après sa nomination, Tertullus s'adresse aux sénateurs rassemblés à la Curie et ose faire part de ses ambitions impériales. Il déclare se présenter « en tant que consul et pontife car je suis l'un et j'espère devenir l'autre ». Orose, qui qualifie le règne d'Attale de « mime » et de « comédie du pouvoir impérial » affirme dans son Histoire contre les paiens que « le malheureux consul Tertullus [...] a été abusé par cette pompe ».  
Sa nomination n'est pas reconnue ni par la cour de Théodose II à Constantinople, ni par celle de Ravenne qui s'abstient cette année-là de désigner un consul. Il aurait fini ses jours exécuté selon Paul Diacre.  